# 技監
技監（ぎかん）は、中央省庁・自治体や大学・研究機関、民間企業などにおける技術的な事項を統括する最高位の役職のことである。

## 中央省庁

### 厚生労働省
厚生労働省の医務技監は、医師免許を持つ医系技官の次官級ポストであり、医療・保健の技術分野で部局連携による対応や国際保健外交などの重要施策について専門的観点から総括整理する。2017年度に新設された。
医務技監は、命を受けて、厚生労働省の所掌事務に係る技術（医学的知見を活用する必要があるものに限る。）を統理する。（厚生労働省設置法第5条第3項）

### 特許庁
特許庁の特許技監（Deputy Commissioner of Japan Patent Office）は、特許庁長官に次ぐ2番目のポストで、局長級のスタッフ職である。特許技監は特許庁の技官の就ける最高のポストである。

### 防衛装備庁
防衛装備庁の防衛技監は、上記の特許技監類似の、防衛装備庁長官（次官級ポスト）に次ぐ2番目のポストで、局長級のスタッフ職である。なお、初代の防衛装備庁長官には技官出身者（前防衛省技術研究本部長）が任命されたことから、上記の国土交通事務次官同様、今後も技官出身者が次官級である同庁トップのポストに就く可能性も高く、特許技監とは違い、防衛技監は必ずしも防衛装備庁の技官の就ける最高のポストとはならない場合もある。

## 自治体

### 東京都
東京都の東京都技監は東京都総務局に置かれ、土木技術職もしくは建築技術職が就くことのできる副知事に準ずるポストで、事務職も含め一般職における最高の地位であり、都の一般職の職員では唯一階級的な呼称を表す職層名を持たない。総務局長・政策企画局長・財務局長といった「重要条例局長」や公営企業管理者と同格の指定職給料表5号給が適用される。
東京都技監は技術職の条例局長ポストである都市整備局長もしくは建設局長のいずれかと兼務することを常例とするが、空席の場合もある。
また、都市整備局、福祉局・保健医療局、教育庁、港湾局、水道局、下水道局、交通局にも局長級のスタッフ職ポストとして技監がある（水道局・下水道局の技監ポストは局長が事務職の場合にのみ臨時で設けられる。）。

### その他の自治体
県や市町村でも、部長級・次長級（政令市では局長級）のスタッフ職として技監を置いているところがある。
土木技師だけでなく建築、医師、農業、林業など分野は幅広い。または、技監とは呼ばず「技幹」と称する自治体もいくつかある。

## 大学・研究機関
大学や研究機関においては、技術職員（技術系職員とも言う）や技師などが職員として運用されている。また国立大学では法人化前に中央官庁と同様に技官が存在したが、現在は技術（系）職員として運用されている。このような運用の中で、「技師長」などの管理職ポスト等の運用はあるものの、技監のような高位の役職を設けている場合はなかった。
しかし、岡山大学が大学・研究機関としては初めて技監制度を2024年度から運用を開始している。技術職員の高度化などを目的に、岡山大学技術統括監理本部において技術総監を学長・理事長が、技術副総監に理事・副学長、技術部長が就任し、教育研究系技監、施設系技監、医療系技監の系統別の技監制度を取っている。

## 民間企業
主に製造業の大企業を中心に、技監や技術監査役という名のポストをおいている企業がある。
一般的に技術者の上位職であり、技術コンサルタントやフェロー、製品・技術判定員、特許審査員、大きな成果に対する名誉職などといった位置づけがなされている。